# 1232 Cortusa
1232 Cortusa è un asteroide della fascia principale del diametro medio di circa 33,13 km. Scoperto nel 1931, presenta un'orbita caratterizzata da un semiasse maggiore pari a 3,1930987 UA e da un'eccentricità di 0,1253178, inclinata di 10,27936° rispetto all'eclittica.
Il suo nome fa riferimento alle piante del genere Cortusa.